# EHF Champions League 2018-2019 (pallamano maschile)
La EHF Champions League 2018-2019, nota per ragioni di sponsorizzazione come Velux Champions League, è la 57ª edizione del massimo torneo europeo di pallamano riservato alle squadre di club. È organizzata dall'European Handball Federation, la federazione europea di pallamano.
La competizione è iniziata il 12 settembre 2018 e si è conclusa il 2 giugno 2019 con le Final4 a Colonia.
A trionfare è stata la squadra macedone del Vardar che ha battuto in finale gli ungheresi del Veszprem.

## Formula
- Turno di qualificazione: verrà disputato da quattro squadre, che disputeranno due semifinali; la vincitrice della finale si qualificherà alla fase successiva mentre le altre squadre saranno retrocesse in EHF Cup.
- Fase a gironi: verranno disputati quattro gruppi, due da otto squadre con gare di andata e ritorno e due da sei squadre con gare di andata e ritorno. Le prime sei dei due gironi da otto si qualificheranno alla fase successiva mentre le prime due dei due gironi da sei si scontreranno per decidere le altre due squadre che procederanno agli ottavi di finale.
- Ottavi di finale: le sedici squadre qualificate dalla fase precedente disputeranno gli ottavi di finale con la formula della eliminazione diretta con partite di andata e ritorno.
- Quarti di finale: le otto squadre qualificate dal turno precedente disputeranno i quarti di finale con la formula della eliminazione diretta con partite di andata e ritorno.
- Final Four: per la decima volta verranno disputate le Final Four del torneo; le semifinali e le finali saranno giocate a giugno nella Lanxess Arena di Colonia.

## Classifiche

### Fase a gironi - Teste di serie

#### Girone A
|  | Pos. | Squadra            | Pt | G  | V  | N | S  | GF  | GS  | D   | Note                              |
|  | ---- | ------------------ | -- | -- | -- | - | -- | --- | --- | --- | --------------------------------- |
|  | 1.   | Barcellona         | 24 | 14 | 12 | 0 | 2  | 486 | 391 | +97 | Qualificato ai quarti di finale   |
|  | 2.   | Veszprém           | 20 | 14 | 10 | 0 | 4  | 410 | 382 | +28 | Qualificato agli ottavi di finale |
|  | 3.   | Vardar             | 19 | 14 | 9  | 1 | 4  | 406 | 390 | +16 | Qualificato agli ottavi di finale |
|  | 4.   | Kielce             | 14 | 14 | 7  | 0 | 7  | 439 | 430 | +9  | Qualificato agli ottavi di finale |
|  | 5.   | Rhein-Neckar Löwen | 14 | 14 | 7  | 0 | 7  | 418 | 410 | +8  | Qualificato agli ottavi di finale |
|  | 6.   | Meshkov Brest      | 9  | 14 | 4  | 1 | 9  | 379 | 419 | -40 | Qualificato agli ottavi di finale |
|  | 7.   | Montpellier        | 7  | 14 | 3  | 1 | 9  | 377 | 414 | -37 |                                   |
|  | 8.   | Kristianstad       | 5  | 14 | 2  | 1 | 11 | 396 | 475 | -79 |                                   |

#### Girone B
|  | Pos. | Squadra             | Pt | G  | V  | N | S  | GF  | GS  | D   | Note                              |
|  | ---- | ------------------- | -- | -- | -- | - | -- | --- | --- | --- | --------------------------------- |
|  | 1.   | Paris-Saint Germain | 26 | 14 | 13 | 0 | 1  | 485 | 355 | +70 | Qualificato ai quarti di finale   |
|  | 2.   | Pick Szeged         | 20 | 14 | 9  | 2 | 3  | 411 | 397 | +14 | Qualificato agli ottavi di finale |
|  | 3.   | Flensburg-Handewitt | 15 | 14 | 7  | 1 | 6  | 378 | 370 | +7  | Qualificato agli ottavi di finale |
|  | 4.   | Nantes              | 14 | 14 | 5  | 4 | 5  | 421 | 408 | +13 | Qualificato agli ottavi di finale |
|  | 5.   | Motor Zaporižžja    | 11 | 10 | 5  | 1 | 8  | 413 | 412 | +1  | Qualificato agli ottavi di finale |
|  | 6.   | Zagabria            | 11 | 14 | 5  | 1 | 8  | 359 | 388 | -29 | Qualificato agli ottavi di finale |
|  | 7.   | Skjern              | 8  | 14 | 3  | 2 | 9  | 398 | 439 | -41 |                                   |
|  | 8.   | Celje               | 7  | 14 | 3  | 1 | 10 | 380 | 416 | -36 |                                   |

### Fase a gironi - Non teste di serie

#### Girone C
|  | Pos. | Squadra               | Pt | G  | V | N | S | GF  | GS  | D   | Note                   |
|  | ---- | --------------------- | -- | -- | - | - | - | --- | --- | --- | ---------------------- |
|  | 1.   | Bjerringbro-Silkeborg | 16 | 10 | 8 | 0 | 2 | 323 | 273 | +50 | Qualificato ai playoff |
|  | 2.   | Sporting CP           | 14 | 10 | 7 | 0 | 3 | 304 | 277 | +27 | Qualificato ai playoff |
|  | 3.   | Tatran Prešov         | 14 | 10 | 7 | 0 | 3 | 278 | 268 | +10 |                        |
|  | 4.   | Čechovskie Medvevi    | 8  | 10 | 4 | 0 | 6 | 280 | 279 | +1  |                        |
|  | 5.   | Beşiktaş              | 6  | 10 | 3 | 0 | 7 | 255 | 289 | -34 |                        |
|  | 6.   | Metalurg              | 2  | 10 | 1 | 0 | 9 | 246 | 300 | -56 |                        |

#### Girone D
|  | Pos. | Squadra         | Pt | G  | V | N | S | GF  | GS  | D   | Note                   |
|  | ---- | --------------- | -- | -- | - | - | - | --- | --- | --- | ---------------------- |
|  | 1.   | Dinamo Bucarest | 14 | 10 | 7 | 0 | 3 | 293 | 280 | +14 | Qualificato ai playoff |
|  | 2.   | Wisła Płock     | 14 | 10 | 7 | 0 | 3 | 278 | 250 | +28 | Qualificato ai playoff |
|  | 3.   | Elverum         | 13 | 10 | 6 | 1 | 3 | 278 | 272 | +6  |                        |
|  | 4.   | Ademar León     | 12 | 10 | 5 | 2 | 3 | 252 | 251 | +1  |                        |
|  | 5.   | Riihimäki Cocks | 6  | 10 | 2 | 2 | 6 | 246 | 269 | -23 |                        |
|  | 6.   | Wacker Thun     | 1  | 10 | 0 | 1 | 9 | 268 | 293 | -25 |                        |

## Fase ad eliminazione

### Playoff
| Squadra 1   | Totale | Squadra 2             | Andata | Ritorno |
| ----------- | ------ | --------------------- | ------ | ------- |
| Sporting CP | 59-57  | Dinamo Bucarest       | 32-31  | 27-26   |
| Wisła Płock | 49-46  | Bjerringbro-Silkeborg | 22-26  | 27-20   |

## Ottavi di finale
| Squadra 1          | Totale | Squadra 2           | Andata | Ritorno |
| ------------------ | ------ | ------------------- | ------ | ------- |
| Sporting CP        | 57-65  | Veszprém            | 28-30  | 29-35   |
| Wisła Płock        | 36-46  | Pick Szeged         | 20-22  | 16-24   |
| Zagabria           | 48-59  | Vardar              | 18-27  | 30-32   |
| Meshkov Brest      | 48-60  | Flensburg-Handewitt | 28-30  | 20-30   |
| Motor Zaporižžja   | 62-67  | Kielce              | 33-33  | 29-34   |
| Rhein-Neckar Löwen | 61-62  | Nantes              | 34-32  | 27-30   |

## Quarti di finale
| Squadra 1           | Totale | Squadra 2           | Andata | Ritorno |
| ------------------- | ------ | ------------------- | ------ | ------- |
| Nantes              | 51-61  | Barcellona          | 25-32  | 26-29   |
| Kielce              | 60-59  | Paris-Saint Germain | 34-24  | 26-35   |
| Flensburg-Handewitt | 47-57  | Veszprém            | 22-28  | 25-29   |
| Vardar              | 56-52  | Pick Szeged         | 31-23  | 25-29   |

## Final4
|  | Semifinali | Semifinali | Semifinali |          |        | Finale          | Finale          | Finale          |  |
|  |            |            |            |          |        |                 |                 |                 |  |
|  | Barcellona | Barcellona | 27         |          |        |                 |                 |                 |  |
|  | Barcellona | Barcellona | 27         |          |        |                 |                 |                 |  |
|  | Vardar     | Vardar     | 29         |          |        |                 |                 |                 |  |
|  | Vardar     | Vardar     | 29         |          | Vardar | Vardar          | 27              |                 |  |
|  |            |            |            |          | Vardar | Vardar          | 27              |                 |  |
|  |            |            | Veszprém   | Veszprém | 24     |                 |                 |                 |  |
|  | Veszprém   | Veszprém   | Veszprém   | Veszprém | 24     | 33              |                 |                 |  |
|  | Veszprém   | Veszprém   |            |          |        | 33              |                 |                 |  |
|  | Kielce     | Kielce     | 30         |          |        | Finale 3º posto | Finale 3º posto | Finale 3º posto |  |
|  | Kielce     | Kielce     | 30         |          |        |                 |                 |                 |  |
|  |            |            |            |          |        |                 |                 |                 |  |
|  |            |            |            |          |        | Barcellona      | Barcellona      | 40              |  |
|  |            |            |            |          |        | Barcellona      | Barcellona      | 40              |  |
|  |            |            |            |          |        | Kielce          | Kielce          | 35              |  |

### Semifinali
| Arbitri: | Nikolov Nachevski |

|            |           |              |
| Nenadić 12 | Marcatori | Dujshebaev 6 |

| Arbitri: | Sondors Līcis |

|         |           |               |
| Gómez 9 | Marcatori | Krištopāns 10 |

### Finale 3º posto
| Arbitri: | Santos Fonseca |

|       |           |           |
| Mem 8 | Marcatori | Moryto 10 |

### Finale
| Arbitri: | Geipel Helbig |

|          |           |        |
| Moraes 6 | Marcatori | Mahé 6 |